# ABRAXAS2
ABRAXAS2 (англ. Abraxas 2, BRISC complex subunit) — білок, який кодується однойменним геном, розташованим у людей на короткому плечі 10-ї хромосоми. Довжина поліпептидного ланцюга білка становить 415 амінокислот, а молекулярна маса — 46 901.
| 10         |  | 20         |  | 30         |  | 40         |  | 50         |
| ---------- |  | ---------- |  | ---------- |  | ---------- |  | ---------- |
| MAASISGYTF |  | SAVCFHSANS |  | NADHEGFLLG |  | EVRQEETFSI |  | SDSQISNTEF |
| LQVIEIHNHQ |  | PCSKLFSFYD |  | YASKVNEESL |  | DRILKDRRKK |  | VIGWYRFRRN |
| TQQQMSYREQ |  | VLHKQLTRIL |  | GVPDLVFLLF |  | SFISTANNST |  | HALEYVLFRP |
| NRRYNQRISL |  | AIPNLGNTSQ |  | QEYKVSSVPN |  | TSQSYAKVIK |  | EHGTDFFDKD |
| GVMKDIRAIY |  | QVYNALQEKV |  | QAVCADVEKS |  | ERVVESCQAE |  | VNKLRRQITQ |
| RKNEKEQERR |  | LQQAVLSRQM |  | PSESLDPAFS |  | PRMPSSGFAA |  | EGRSTLGDAE |
| ASDPPPPYSD |  | FHPNNQESTL |  | SHSRMERSVF |  | MPRPQAVGSS |  | NYASTSAGLK |
| YPGSGADLPP |  | PQRAAGDSGE |  | DSDDSDYENL |  | IDPTEPSNSE |  | YSHSKDSRPM |
| AHPDEDPRNT |  | QTSQI      |  |            |  |            |  |            |

A: Аланін

C: Цистеїн

D: Аспарагінова кислота

E: Глутамінова кислота

F: Фенілаланін

G: Гліцин

H: Гістидин

I: Ізолейцин

K: Лізин

L: Лейцин

M: Метіонін

N: Аспарагін

P: Пролін

Q: Глутамін

R: Аргінін

S: Серин

T: Треонін

V: Валін

W: Триптофан

Кодований геном білок за функцією належить до фосфопротеїнів. 
Задіяний у таких біологічних процесах, як клітинний цикл, поділ клітини, мітоз, убіквітинування білків. 
Локалізований у цитоплазмі, цитоскелеті, ядрі.